# Bluford
Bluford – wieś w Stanach Zjednoczonych, w stanie Illinois, w hrabstwie Jefferson. W 2010 wieś była zamieszkana przez 688 osób.